# 斯羅科冰川
斯羅科冰川（英語：Sirocco Glacier），是南極洲的冰川，位於葛拉漢地的法利埃海岸，全長6公里，終點在布林德爾崖和埃傑爾山之間，由英國南極名稱諮詢委員會命名，現時由南極條約體系管理。